# Bangladesi labdarúgó-szövetség
A bangladesi labdarúgó-szövetség (bengáliul: বাংলাদেশ ফুটবল ফেডারেশন, angolul: Bangladesh Football Federation [NFF]) Banglades nemzeti labdarúgó-szövetsége. 1972-ben alapították. A szövetség szervezi a Bangladesi labdarúgó-bajnokságot valamint a Bangladesi kupát. Működteti a Bangladesi labdarúgó-válogatottat valamint a Bangladesi női labdarúgó-válogatottat. Székhelye Dakkaban található.